# Frederick C. Hopkins
Pour les articles homonymes, voir Hopkins.
Frederick Charles Hopkins, né le 25 mars 1844 à Birmingham (Angleterre) et mort (accidentellement) le 10 avril 1923 était un prêtre jésuite anglais, missionnaire en Amérique centrale et vicaire apostolique (évêque) du Honduras britannique (Belize) de 1899 à sa mort. 

## Biographie
Hopkins est déjà un professionnel de la santé lorsqu’il entre le 7 septembre 1868 à 24 ans - au noviciat de la Compagnie de Jésus de Roehampton (Londres). Il fait ses études de philosophie à Stonyhurst (1871-1874) et de théologie à St Beuno’s au Pays de galles (1874-1878) où il est ordonné prêtre le 23 septembre 1877. Pour son Troisième An il est envoyé à Paray-le-Monial, en France.
Durant une petite dizaine d’années Hopkins gère la maison de formation jésuite de Roehampton (1880-1887). Sa vie change lorsqu’il est envoyé comme missionnaire au Honduras britannique (aujourd’hui ‘Belize’) Il y arrive en janvier 1888. Homme de la plume, Hopkins dirige le journal catholique local ‘The Angelus’ et, historien dans l’âme, il rassemble une chronique historique des quarante premières années de la Mission. Il enseigne également au collège Saint-Jean de Belize City. En 1892 il est le Supérieur religieux de la Mission et est nommé vicaire général en 1893.  

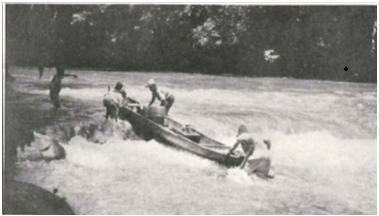
Des missionnaires remontant une rivière du Belize...

À la mort du premier évêque de Belize, Mgr Salvatore di Pietro, Hopkins est nommé vicaire apostolique du Honduras britannique (17 août 1899). Il doit se rendre à Saint-Louis, aux États-Unis, pour y être consacré évêque, dans l’église du collège Saint-Xavier, le 5 novembre 1899.  
Pour développer les écoles paroissiale Hopkins demande l’aide de religieuses: les sœurs de la Sainte-Famille (de la Nouvelle-Orléans) et les sœurs pallottines (d’Allemagne) répondent à l’appel (1913).  En 1910, Hopkins fonde sa propre congrégation religieuse. Utilisant l’anglais comme langue d’usage (au contraire de son prédécesseur) il contribue à faire accepter l’Église catholique dans la vie nationale du Honduras alors britannique. 
Bien que chargé de la responsabilité pastorale d’un vaste diocèse missionnaire Hopkins trouve le temps d’écrire ‘The Catholic Church in British Honduras (1851-1918)’. 
Hopkins meurt le 10 avril 1923 dans un accident de navigation alors qu’il se rend, par bateau côtier, dans un poste de mission – Corozal - du nord du pays. Le bateau coule, prenant la vie de Mgr Hopkins et de deux religieuses pallottines. Mgr Frederick C. Hopkins est enterré dans sa cathédrale Saint-Sauveur, à Belize City.

## Source
- Diccionario historico de la Compañia de Jesús, vol.II, Roma, IHSI, 2001, p. 1952-1953.